# Teen Choice Awards 2010
Der elfte Teen Choice Award wurde am 8. August 2010 verliehen. Die Verleihung ist unterteilt in sechs Unterkategorien, davon sind zwei (Movie und TV) hier aufgelistet.
Der Sender FOX sendete die Verleihung am 9. August 2010. Gastgeber der Verleihung waren unter anderem Katy Perry, Cory Monteith und Chris Colfer.

## Musik-Auftritte
chronologisch gelistet
- Katy Perry – „Teenage Dream“
- Jason Derülo – „Whatcha Say“ (Intro) / „In My Head“
- Travis McCoy und Bruno Mars – „Billionaire“
- Diddy-Dirty Money – „Hello Good Morning“

## Award
Die Nominierungsbekanntmachung erfolgte, mit einem Abstand von 14 Tagen, in 2 Teilen. Insgesamt sind über 85 Millionen Stimmen abgegeben worden.

## Movie

### Dance
Gewinner:
- Selbst ist die Braut (2009) – Sandra Bullock & Betty White

Nominierte:
- Date Night – Gangster für eine Nacht (2010) – Tina Fey & Steve Carell
- Iron Man 2 (2010) – Robert Downey Jr.
- This Is It (2009) – Michael Jackson
- Mit Dir an meiner Seite (2010) – Miley Cyrus & Liam Hemsworth

### Scene Stealer – Female
Gewinner:
- New Moon – Biss zur Mittagsstunde (2009) – Ashley Greene

Nominierte:
- Alice im Wunderland (2010), Valentine's Day (2010) – Anne Hathaway
- New Moon – Biss zur Mittagsstunde (2009) – Dakota Fanning
- New Moon – Biss zur Mittagsstunde (2009) – Anna Kendrick
- Selbst ist die Braut (2009) – Betty White

### Scene Stealer – Male
Gewinner:
- New Moon – Biss zur Mittagsstunde (2009) – Kellan Lutz

Nominierte:
- Valentine's Day (2010) – George Lopez
- Death at a Funeral (2010) – James Marsden
- Date Night – Gangster für eine Nacht (2010) – Mark Wahlberg
- Männertrip (2010) – Sean Combs

### Chemistry
Gewinner:
- New Moon – Biss zur Mittagsstunde (2009) – Kristen Stewart und Robert Pattinson

Nominierte:
- Das Leuchten der Stille (2010) – Amanda Seyfried und Channing Tatum
- Selbst ist die Braut (2009) – Sandra Bullock und Ryan Reynolds
- Valentine's Day (2010) – Taylor Swift und Taylor Lautner
- Mit Dir an meiner Seite (2010) – Miley Cyrus und Liam Hemsworth

### Breakout Female
Gewinner:
- Valentine's Day (2010) – Taylor Swift

Nominierte:
- Percy Jackson – Diebe im Olymp (2010) – Alexandra Daddario
- Kick-Ass (2010) – Chloë Moretz
- Kampf der Titanen (2010) – Gemma Arterton
- Alice im Wunderland (2010) – Mia Wasikowska

### Breakout Male
Gewinner:
- Mit Dir an meiner Seite (2010) – Liam Hemsworth

Nominierte:
- Kick-Ass (2010) – Aaron Johnson
- Zombieland (2009), Adventureland (2009) – Jesse Eisenberg
- Percy Jackson – Diebe im Olymp (2010) – Logan Lerman
- Blind Side – Die große Chance (2009) – Quinton Aaron

### Liplock
Gewinner:
- New Moon – Biss zur Mittagsstunde (2009) – Kristen Stewart und Robert Pattinson

Nominierte:
- Mit Dir an meiner Seite (2010) – Miley Cyrus und Liam Hemsworth
- Männertrip (2010) – Russell Brand und Jonah Hill
- Selbst ist die Braut (2010) – Sandra Bullock und Ryan Reynolds
- Valentine's Day (2010) – Taylor Swift und Taylor Lautner

### Action Adventure
Gewinner:
- Sherlock Holmes (2009)

Nominierte:
- G.I. Joe – Geheimauftrag Cobra (2009)
- Kick-Ass (2010)
- Robin Hood (2010)
- The Losers (2010)

### Action Adventure Actor
Gewinner:
- G.I. Joe – Geheimauftrag Cobra (2009) – Channing Tatum

Nominierte:
- Green Zone (2010) – Matt Damon
- Kick-Ass (2010) – Nicolas Cage
- Sherlock Holmes (2009) – Robert Downey Jr.
- Robin Hood (2010) – Russell Crowe

### Action Adventure Actress
Gewinner:
- Sherlock Holmes (2009) – Rachel McAdams

Nominierte:
- Robin Hood (2010) – Cate Blanchett
- The Book of Eli (2010) – Mila Kunis
- G.I. Joe – Geheimauftrag Cobra (2009) – Sienna Miller
- The Losers (2010) – Zoë Saldaña

### Sci-Fi
Gewinner:
- Avatar – Aufbruch nach Pandora (2010)

Nominierte:
- 2012 (2010)
- District 9 (2009)
- Iron Man 2 (2010)
- Die Frau des Zeitreisenden (2009)

### Actor Sci-Fi
Gewinner:
- Avatar – Aufbruch nach Pandora (2010) – Sam Worthington

Nominierte:
- 2012 (2010) – John Cusack
- Repo Men (2010) – Jude Law
- Iron Man 2 (2010) – Robert Downey Jr.
- District 9 (2009) – Sharlto Copley

### Actress Sci-Fi
Gewinner:
- Avatar – Aufbruch nach Pandora (2010) – Zoë Saldaña

Nominierte:
- 2012 (2010) – Amanda Peet
- Iron Man 2 (2010) – Gwyneth Paltrow
- Iron Man 2 (2010) – Scarlett Johansson
- Die Frau des Zeitreisenden – Rachel McAdams

### Fantasy
Gewinner:
- New Moon – Biss zur Mittagsstunde (2009)

Nominierte:
- Alice im Wunderland (2010)
- Kampf der Titanen (2010)
- Harry Potter und der Halbblutprinz (2009)
- Prince of Persia: Der Sand der Zeit (2010)

### Actor Fantasy
Gewinner:
- New Moon – Biss zur Mittagsstunde (2009) – Taylor Lautner

Nominierte:
- Prince of Persia: Der Sand der Zeit (2010) – Jake Gyllenhaal
- Alice im Wunderland (2010) – Johnny Depp
- New Moon – Biss zur Mittagsstunde (2009) – Robert Pattinson
- Kampf der Titanen (2010) – Sam Worthington

### Actress Fantasy
Gewinner:
- New Moon – Biss zur Mittagsstunde (2009) – Kristen Stewart

Nominierte:
- Harry Potter und der Halbblutprinz (2009) – Emma Watson
- Prince of Persia: Der Sand der Zeit (2010), Kampf der Titanen (2010) – Gemma Arterton
- Alice im Wunderland (2010) – Mia Wasikowska
- Percy Jackson – Diebe im Olymp (2010) – Rosario Dawson

### Drama
Gewinner:
- Blind Side – Die große Chance (2009)

Nominierte:
- Das Leuchten der Stille (2010)
- Mit Dir an meiner Seite (2010)
- Remember Me – Lebe den Augenblick (2010)
- The Runaways (2010)

### Actor Drama
Gewinner:
- Remember Me – Lebe den Augenblick (2010) – Robert Pattinson

Nominierte:
- Das Leuchten der Stille (2010) – Channing Tatum
- Brothers (2009) – Jake Gyllenhaal
- Tödliches Kommando – The Hurt Locker (2008) – Jeremy Renner
- Brothers (2009) – Tobey Maguire

### Actress Drama
Gewinner:
- Blind Side – Die große Chance (2009) – Sandra Bullock

Nominierte:
- The Runaways (2010) – Kristen Stewart
- The Runaways (2010) – Dakota Fanning
- Das Leuchten der Stille (2010) – Amanda Seyfried
- Mit Dir an meiner Seite (2010) – Miley Cyrus

### Romantic Comedy
Gewinner:
- Valentine's Day (2010)

Nominierte:
- Just Wright (2010)
- Briefe an Julia (2010)
- Plan B für die Liebe (2010)
- Selbst ist die Braut (2010)

### Actor Romantic Comedy
Gewinner:
- Valentine's Day (2010) – Ashton Kutcher

Nominierte:
- (500) Days of Summer (2009) – Joseph Gordon-Levitt
- Der Kautions-Cop (2010), Die nackte Wahrheit (2009) – Gerard Butler
- When in Rome – Fünf Männer sind vier zuviel (2010) – Josh Duhamel
- Selbst ist die Braut (2010) – Ryan Reynolds

### Actress Romantic Comedy
Gewinner:
- Selbst ist die Braut (2009) – Sandra Bullock

Nominierte:
- Briefe an Julia (2010) – Amanda Seyfried
- Plan B für die Liebe (2010) – Jennifer Lopez
- When in Rome – Fünf Männer sind vier zuviel (2010) – Kristen Bell
- Valentine's Day (2010), Just Wright (2010) – Queen Latifah

### Comedy
Gewinner:
- Date Night – Gangster für eine Nacht (2010)

Nominierte:
- Männertrip (2010)
- Hot Tub – Der Whirlpool… ist 'ne verdammte Zeitmaschine! (2010)
- Kiss & Kill (2010)
- Zu scharf um wahr zu sein (2010)

### Actor Comedy
Gewinner:
- Kiss & Kill (2010) – Ashton Kutcher

Nominierte:
- Death at a Funeral (2010) – Chris Rock
- Männertrip (2010) – Jonah Hill
- Männertrip (2010) – Russell Brand
- Date Night – Gangster für eine Nacht (2010) – Steve Carell

### Actress Comedy
Gewinner:
- Date Night – Gangster für eine Nacht (2010) – Tina Fey

Nominierte:
- Death at a Funeral (2010) – Zoë Saldaña
- All Inclusive (2009) – Kristen Bell
- Hot Tub – Der Whirlpool… ist 'ne verdammte Zeitmaschine! (2010) – Lizzy Caplan
- Zombieland (2009) – Emma Stone

### Horror/Thriller
Gewinner:
- Paranormal Activity (2007)

Nominierte:
- A Nightmare on Elm Street (2010)
- Shutter Island (2010)
- Splice – Das Genexperiment (2009)
- The Stepfather (2009)

### Actor Horror/Thriller
Gewinner:
- Shutter Island (2010) – Leonardo DiCaprio

Nominierte:
- Jennifer’s Body – Jungs nach ihrem Geschmack (2009) – Adam Brody
- A Nightmare on Elm Street (2010) – Jackie Earle Haley
- Paranormal Activity (2007) – Micah Sloat
- The Stepfather (2009) – Penn Badgley

### Actress Horror/Thriller
Gewinner:
- Jennifer’s Body – Jungs nach ihrem Geschmack (2009) – Megan Fox

Nominierte:
- Schön bis in den Tod (2009) – Audrina Patridge
- A Nightmare on Elm Street (2010) – Katie Cassidy
- Shutter Island (2010) – Michelle Williams
- Schön bis in den Tod (2009) – Rumer Willis

### Animated
Gewinner:
- Toy Story 3 (2010)

Nominierte:
- Drachenzähmen leicht gemacht (2010)
- Marmaduke (2010)
- Küss den Frosch (2010)
- Für immer Shrek (2010)

### Villain
Gewinner:
- New Moon – Biss zur Mittagsstunde (2009) – Rachelle Lefèvre

Nominierte:
- Kick-Ass (2010) – Christopher Mintz-Plasse
- G.I. Joe – Geheimauftrag Cobra (2010) – Joseph Gordon-Levitt
- Iron Man 2 (2010) – Mickey Rourke
- Avatar – Aufbruch nach Pandora (2010) – Stephen Lang

### Fight
Gewinner:
- Alice im Wunderland (2010) – Mia Wasikowska vs. Jabberwocky

Nominierte:
- Percy Jackson – Diebe im Olymp (2010) – Logan Lerman vs. Jake Abel
- Iron Man 2 (2010) – Robert Downey Jr. und Don Cheadle vs The Hammer Drones
- Avatar – Aufbruch nach Pandora (2010) – Sam Worthington vs. Stephen Lang
- Männertrip (2010) – Sean Combs vs. Russell Brand und Jonah Hill

## TV

### Breakout Star Female
Gewinner:
- Vampire Diaries (2009) – Nina Dobrev

Nominierte:
- Meine Schwester Charlie (2009) – Bridgit Mendler
- Glee (2009) – Dianna Agron
- Parenthood (2010) – Mae Whitman
- Modern Family (2009) – Sarah Hyland

### Breakout Star Male
Gewinner:
- Vampire Diaries (2009) – Paul Wesley

Nominierte:
- Community (2009) – Ken Jeong
- Glee (2009) – Kevin McHale
- Glee (2009) – Mark Salling
- Modern Family (2009) – Rico Rodriguez

### Breakout Show
Gewinner:
- Vampire Diaries (2009)

Nominierte:
- Community (2009)
- Life Unexpected (2009)
- Modern Family (2009)
- Victorious (2009)

### Scene Stealer Female
Gewinner:
- Gossip Girl (2007) – Hilary Duff

Nominierte:
- Glee (2009) – Amber Riley
- One Tree Hill (2003) – Bethany Joy Lenz
- Vampire Diaries (2009) – Katerina Graham
- 90210 (2009) – Shenae Grimes

### Scene Stealer Male
Gewinner:
- Glee (2009) – Chris Colfer

Nominierte:
- One Tree Hill (2003) – James Lafferty
- The Big Bang Theory (2007) – Johnny Galecki
- Glee (2009) – Matthew Morrison
- The Big Bang Theory (2007) – Simon Helberg

### Personality
Gewinner:
- Ryan Seacrest

Nominierte:
- Cat Deeley
- Mario Lopez
- Nick Cannon
- Simon Cowell

### Drama
Gewinner:
- Gossip Girl (2007)

Nominierte:
- 90210 (2009)
- Grey’s Anatomy (2005)
- Dr. House (2004)
- The Secret Life of the American Teenager (seit 2008)

### Actor Drama
Gewinner:
- Gossip Girl (2007) – Chace Crawford

Nominierung:
- The Secret Life of the American Teenager (seit 2008) – Daren Kagasoff
- The Secret Life of the American Teenager (seit 2008) – Ken Baumann
- Gossip Girl (2007) – Penn Badgley
- 90210 (2009) – Tristan Wilds

### Actress Drama
Gewinner:
- Gossip Girl (2007) – Leighton Meester

Nominierte:
- One Tree Hill (2003) – Sophia Bush
- Gossip Girl (2007) – Blake Lively
- Dr. House (2004) – Olivia Wilde
- The Secret Life of the American Teenager (seit 2008) – Shailene Woodley

### Fantasy/Sci-Fi
Gewinner:
- Vampire Diaries (2009)

Nominierte:
- Fringe – Grenzfälle des FBI (seit 2008)
- Lost (2004)
- Smallville (2001)
- Supernatural (2005)

### Actor Fantasy/Sci-Fi
Gewinner:
- Vampire Diaries (2009) – Paul Wesley

Nominierte:
- Lost (2004) – Josh Holloway
- Fringe – Grenzfälle des FBI (seit 2008) – Joshua Jackson
- True Blood (2008) – Ryan Kwanten
- Smallville (2001) – Tom Welling

### Actress Fantasy/Sci-Fi
Gewinner:
- Vampire Diaries (2009) – Nina Dobrev

Nominierte:
- True Blood (2008) – Anna Paquin
- Fringe – Grenzfälle des FBI (seit 2008) – Anna Torv
- Lost (2004) – Evangeline Lilly
- Heroes (2006) – Hayden Panettiere

### Action
Gewinner:
- Navy CIS: L.A. (2009)

Nominierte:
- 24 (2001)
- Human Target (2009)
- Burn Notice (2007)
- Chuck (2007)

### Actor Action
Gewinner:
- Chuck (2007) – Zachary Levi

Nominierte:
- 24 (2001) – Kiefer Sutherland
- Human Target (2009) – Mark Valley
- Burn Notice (2007) – Jeffrey Donovan
- Navy CIS: L.A. (2009) – LL Cool J

### Actress Action
Gewinner:
- Chuck (2007) – Yvonne Strahovski

Nominierte:
- Burn Notice (2007) – Gabrielle Anwar
- 24 (2001) – Katee Sackhoff
- 24 (2001) – Mary Lynn Rajskub
- Navy CIS: L.A. (2009) – Daniela Ruah

### Comedy
Gewinner:
- Glee (2009)

Nominierte:
- The Big Bang Theory (2007)
- Modern Family (2009)
- Sonny Munroe (2008)
- Die Zauberer vom Waverly Place (2007)

### Actor Comedy
Gewinner:
- Jonas L.A. (2009) – Jonas Brothers

Nominierte:
- Glee (2009) – Cory Monteith
- The Big Bang Theory (2007) – Jim Parsons
- Sonny Munroe (2008) – Sterling Knight
- Das Büro (2005) – Steve Carell

### Actress Comedy
Gewinner:
- Die Zauberer vom Waverly Place (2007) – Selena Gomez

Nominierte:
- Sonny Munroe (2008) – Demi Lovato
- iCarly (2007) – Miranda Cosgrove
- The Big Bang Theory (2007) – Kaley Cuoco
- Glee (2009) – Lea Michele

### Villain
Gewinner:
- Vampire Diaries (2009) – Ian Somerhalder

Nominierte:
- Survivor: Heroes vs. Villains – Russell Hantz
- Glee (2009) – Jane Lynch
- Gossip Girl (2007) – Ed Westwick
- Lost (2004) – Terry O’Quinn

### Parental Unit
Gewinner:
- Glee (2009) – Mike O’Malley

Nominierte:
- Keeping Up with the Kardashians (2007) – Kris und Bruce Jenner
- One Tree Hill (2003) – Bethany Joy Lenz und James Lafferty
- Parenthood (2010) – Lauren Graham
- 90210 (2009) – Lori Loughlin und Rob Estes

### Animated Show
Gewinner:
- Family Guy (2005)

Nominierte:
- American Dad (2005)
- The Cleveland Show (2008)
- South Park (1997)
- Star Wars: The Clone Wars (2008)

### Reality Show
Gewinner:
- Keeping Up with the Kardashians (2007)

Nominierte:
- Jersey Shore (2009)
- The Price of Beauty (2010)
- Taking the Stage (2009)
- The Hills (2006)

### Reality Competition Show
Gewinner:
- American Idol (2002)

Nominierte:
- America’s Best Dance Crew (2008)
- America’s Next Top Model (2003)
- Dancing with the Stars (2010) (In Deutschland Let's Dance)
- Project Runway (2004)

### Male Reality/Variety Star
Gewinner:
- American Idol (2002) – Lee DeWyze

Nominierte:
- The Apprentice (2009) – Bret Michaels
- The Hills (2006) – Brody Jenner
- Jersey Shore (2009) – Michael Sorrentino
- Jersey Shore (2009) – Paul „DJ Pauly D“ DelVecchio

### Female Reality/Variety Star
Gewinner:
- American Idol (2002) – Crystal Bowersox

Nominierte:
- The Hills (2006) – Kristin Cavallari
- The Hills (2006) – Lauren Conrad
- Jersey Shore (2009) – Nicole „Snooki“ Polizzi
- The Kardashians